# Eilema infucata
Eilema infucata är en fjärilsart som beskrevs av Sergius G. Kiriakoff 1958. Eilema infucata ingår i släktet Eilema och familjen björnspinnare. Inga underarter finns listade i Catalogue of Life.